# 1/3 no junjō na kanjō
1/3 no junjō na kanjō (1/3の純情な感情?) è un brano musicale del gruppo musicale giapponese Flow, pubblicato come loro ventunesimo singolo il 9 marzo 2011, ed incluso nell'album Black&White. Il singolo ha raggiunto la ventesima posizione della classifica Oricon dei singoli più venduti in Giappone. Il brano è una cover dell'omonimo pezzo dei Siam Shade, usato come sigla finale di Kenshin samurai vagabondo.

## Tracce
CD Singolo KSCL-1721
1. 1/3 no junjō na kanjō
2. 1/3 no junjō na kanjō (Instrumental)

## Classifiche
| Classifica (2011) | Posizione più alta |
| ----------------- | ------------------ |
| Giappone (Oricon) | 20                 |